# Liste der Naturschutzgebiete im Landkreis Wesermarsch
Im Landkreis Wesermarsch gibt es zehn Naturschutzgebiete (Stand Februar 2019).
| Name des Gebietes                                | Bild           | Kennung | WDPA   | Landkreis / Stadt                                              | Beschreibung / Bemerkungen | Standort | Fläche in Hektar | Jahr der Verordnung |
| ------------------------------------------------ | -------------- | ------- | ------ | -------------------------------------------------------------- | -------------------------- | -------- | ---------------- | ------------------- |
| Bornhorster Huntewiesen                          | weitere Bilder | WE 205  | 162505 | Stadt Oldenburg, Landkreis Wesermarsch                         |                            | Position | 346,68           | 1991                |
| Gellener Torfmöörte mit Rockenmoor und Fuchsberg | weitere Bilder | WE 313  |        | Landkreis Wesermarsch, Landkreis Ammerland, Stadt Oldenburg    |                            | Position | 313              | 2018                |
| Holler- und Wittemoor                            | weitere Bilder | WE 093  | 163769 | Landkreis Oldenburg, Landkreis Wesermarsch                     |                            | Position | 391,89           | 1988                |
| Jaderberg                                        |                | WE 094  | 82009  | Landkreis Wesermarsch                                          |                            | Position | 17,15            | 1980                |
| Jericho/Langwarden                               | weitere Bilder | WE 098  | 82015  | Landkreis Wesermarsch                                          |                            | Position | 4,75             | 1980                |
| Juliusplate                                      | weitere Bilder | WE 263  | 378103 | Landkreis Wesermarsch                                          |                            | Position | 80,45            | 2007                |
| Moorhauser Polder                                | weitere Bilder | WE 132  | 164678 | Landkreis Wesermarsch                                          |                            | Position | 97,68            | 1982                |
| Sinsum/Burhave                                   | weitere Bilder | WE 096  | 82596  | Landkreis Wesermarsch                                          |                            | Position | 2,93             | 1980                |
| Strohauser Vorländer und Plate                   | weitere Bilder | WE 260  | 378368 | Landkreis Wesermarsch                                          |                            | Position | 1150,86          | 2007                |
| Tideweser                                        |                | WE 315  |        | Landkreis Cuxhaven, Landkreis Osterholz, Landkreis Wesermarsch |                            | Position | 4020             | 2019                |